# Rudi Finžgar
Rudi Finžgar, född 7 maj 1920, död 9 juli 1995, var en slovensk backhoppare och entreprenör. Han grundade år 1945 företaget Elan, som 1948 nationaliserades. (Ingemar Stenmark använde Elan genom hela sin karriär.)
Finžgars personliga rekord: 117 m